# Prove It
«Prove it» es la séptima pista de Marquee Moon, álbum de 1977 de la banda neoyorquina Television. Fue lanzado como sencillo con Venus como "lado B" y se convirtió en el sencillo más exitoso de su carrera, llegando al puesto número 25 del chart británico.
Fue el segundo sencillo del álbum, habiendo sido precedido por la canción que da título al disco y, al igual que esta, Prove it era una de las canciones que la banda tocaba ya en sus primeros conciertos. La voz de Tom Verlaine difiere aquí respecto a otras canciones, especialmente en el estribillo, donde el título de la canción es mencionado de modo abrupto, casi como si estuviera hablando y no cantando. 
La letra de la canción relata una historia de detectives que, según fuentes, fue inspirada por la película The Long Goodbye, estrenada algunos años antes de Marquee Moon.
Aunque no se han grabado covers de esta canción, el riff de "Prove It" fue utilizado por X, como base para su canción "Adult Books" de su álbum de 1981 Wild Gift.
- Datos: Q7252315